# タバコ・ボイコット運動

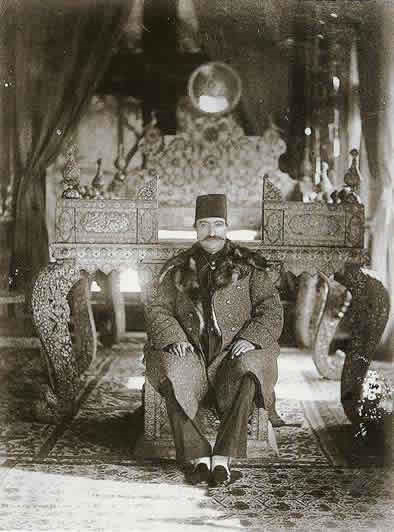
ナーセロッディーン・シャー

タバコ・ボイコット運動（タバコ・ボイコットうんどう、ペルシャ語:نهضت تنباکو）とは、シーア派のウラマーが中心となって、1891年にイランで起こった反王政運動のことである。ガージャール朝の君主ナーセロッディーン・シャーが次々とヨーロッパ諸国に経済的権益を付与していく過程で、イラン人の嗜好品であったタバコの独占的販売権をイギリス人に付与したことに原因があった。イランで初めて起こった政治的運動であり、イラン人のアイデンティティの萌芽の契機となった運動である。

## 経緯
1890年3月、ナーセロッディーン・シャーは、イギリスのメイジャー・ジェラルド・フランシス・タルボット（Gerald Francis Talbot）及び首相のソールズベリー卿に、タバコの独占販売権を付与した。その内容は、今後50年間、イランのタバコの販売を独占する見返りに、イランに年間1500ポンドと総収益の4分の1を支払う内容であった。
イランでは、タバコは嗜好品として愛好されているのみならず、広範の地域で栽培も行われていた。この利権供与は、イランのバーザール商人のみならず、タバコを生産している農家にとっても死活的問題であった。当時のイランでは、タバコ産業に20万人以上が従事していた。
シャーによるイギリスへの経済的権益の供与は、イラン国民には伏せられていたが、この内容をイスタンブールのペルシャ語日刊紙『アフタル』（ペルシア語: اختر - Akhtar）が報道したことにより、反ガージャール朝の機運がイラン国内に高まった。シーア派のウラマーたちによって、多くの抗議活動が組織された。シーラーズでのデモ活動で活躍したのが、ハッジ・ミールザー・ハサン・シーラーズィー（en）であった。1891年にシーラーズィーは、有名なファトワー（イスラム教の法的見解）「タバコ・ファトワー」を発表した。その内容は、イギリス人にタバコを売る行為をやめるとともに、人々にはタバコの吸引をやめるように訴えた。この動きは、シーラーズのみならず、首都テヘラン、タブリーズ、エスファハーン、ガズヴィーン、ケルマーンシャーといった主要都市に広がりを見せた。
また、ペルシャ湾岸の港町ブーシェフル（en）で活動していたジャマールッディーン・アフガーニーもまた、イスラーム主義の立場から、反王政のパンフレットを1891年に発行した。そのかどで、アフガーニーは、イスタンブールへ亡命することとなったが、イスタンブールからガージャール朝を批判する活動を展開し続けた。アフガーニーの運動に賛同したのは、ペルシャ語日刊紙『アフタル』紙の編集に携わっていたミールザー・アガー・ハーン・ケルマーニー、詩人のシャイフ・アフマド・ルーヒー、ミールザー・ホセイン・ハーンといった面々であった。アフガーニーの活動は、スンナ派のカリフとシーア派の聖職者が一致団結して、ヨーロッパに対抗しようとするパン・イスラーム主義の考えに基づいていた。イスタンブールにアフガーニーが赴いたのも、当時のスルタン＝カリフであるアブデュルハミト2世の招きに応じたものであった。
イラン国内の騒擾は、約2年続き、王族の中からもナーセロッディーン・シャーの経済運営に対し反対の運動が出始めるようになり、最終的には、タルボットが所有する専売公社にイラン政府が50万ポンドを支払い、イランにおけるタバコの専売特権は廃棄された。
とはいえ、この事件によって、イラン人のナショナリズムが台頭することとなった。また、タバコ・ボイコット運動において、反ガージャール朝の機運が高まったこともあったし、イラン情勢はいっそう、不安定になっていた。その結果が、1896年のナーセロッディーンの暗殺、1905年から始まるイラン立憲革命へとつながっていった。